# Vocalo Zanmai
Vocalo Zanmai (яп. ボカロ三昧 бокаро дзаммай) — дебютный студийный альбом японской группы Wagakki Band. Вышел 23 апреля 2014 года на лейбле Avex Trax в трёх форматах: на CD, в связке CD и DVD и в связке CD и Blu-ray. На записи представлены песни вокалоидов, исполненные в стиле смешения японских традиционных музыкальных инструментов (вагакки) и хеви-метала. Кавер-версия песни Куроусы «Senbonzakura» стала «визитной карточкой» группы.
Vocalo Zanmai достиг 5-го места в чартах Oricon и Billboard и получил золотую сертификацию Японской ассоциации звукозаписывающих компаний.

## Список композиций
| №                   | Название                                                                                            | Автор(ы)            | Вокалоид            | Длительность |
| ------------------- | --------------------------------------------------------------------------------------------------- | ------------------- | ------------------- | ------------ |
| 1.                  | «Tengaku» (天樂, «Музыка Небес»)                                                                    | Юю                  | Рин Кагаминэ        | 5:07         |
| 2.                  | «Setsuna Trip» (セツナトリップ, «Кратковременное путешествие»)                                      | Last Note.          | Гуми                | 4:06         |
| 3.                  | «Yoshiwara Lament» (吉原ラメント, «Плач Ёсивары»)                                                   | Аса                 | Тето Касанэ         | 3:55         |
| 4.                  | «Kagerou Days» (カゲロウデイズ, «Знойные туманные дни»)                                             | Дзин                | Мику Хацунэ         | 3:55         |
| 5.                  | «Niji-iro Chocho» (虹色蝶々, «Радужная бабочка»)                                                    | Куроуса             | Мику Хацунэ         | 5:01         |
| 6.                  | «Iroha Uta» (いろは唄, «Песня Ирохи»)                                                               | Гинсаку             | Рин Кагаминэ        | 4:28         |
| 7.                  | «Rokuchonen to Ichiya Monogatari» (六兆年と一夜物語, «История о шести триллионах лет и одной ночи») | Кэму                | IA                  | 3:57         |
| 8.                  | «Tsuki Kage Mai Ka» (月・影・舞・華, «Луна, тень, танец, цветок»)                                   | Гингахомэн          | Мику Хацунэ         | 4:13         |
| 9.                  | «Episode.0» («Эпизод 0»)                                                                            | mathru              | Гакупо Камуи        | 5:23         |
| 10.                 | «Shinkai Shojo» (深海少女, «Глубоководная девушка»)                                                 | Юю                  | Мику Хацунэ         | 3:36         |
| 11.                 | «Nosho Sakuretsu Girl» (脳漿炸裂ガール, «Девушка и взрыв спиномозговой жидкости»)                   | Рерулили            | Мику Хацунэ Гуми    | 3:14         |
| 12.                 | «Senbonzakura» (千本桜, «Тысяча сакур»)                                                             | Куроуса             | Мику Хацунэ         | 4:30         |
| Общая длительность: | Общая длительность:                                                                                 | Общая длительность: | Общая длительность: | 51:31        |

| №  | Название                                              | Длительность |
| -- | ----------------------------------------------------- | ------------ |
| 1. | «Rokuchonen to Ichiya Monogatari» (видеоклип)         |              |
| 2. | «Tengaku» (видеоклип)                                 |              |
| 3. | «Tengaku» (закадровые съёмки)                         |              |
| 4. | «Rokuchonen to Ichiya Monogatari» (закадровые съёмки) |              |
| 5. | «Senbonzakura» (закадровые съёмки)                    |              |

| №  | Название                                              | Длительность |
| -- | ----------------------------------------------------- | ------------ |
| 1. | «Rokuchinen to Ichiya Monogatari» (видеоклип)         |              |
| 2. | «Tengaku» (видеоклип)                                 |              |
| 3. | «Senbonzakura» (видеоклип)                            |              |
| 4. | «Rokuchonen to Ichiya Monogatari» (закадровые съёмки) |              |
| 5. | «Tengaku» (закадровые съёмки)                         |              |
| 6. | «Senbonzakura» (закадровые съёмки)                    |              |

## Участники записи
- Юко Судзухана — вокал
- Матия — гитара; вокал (9)
- Бэни Нинагава — цугару-дзямисэн
- Киёси Ибукуро — кото
- Аса — бас-гитара
- Дайсукэ Каминага — сякухати
- Васаби — барабаны
- Курона — вадайко

## Чарты и сертификация
| Чарт (2014)                                 | Высшая позиция |
| ------------------------------------------- | -------------- |
| Japanese Albums (Oricon)                    | 5              |
| Japanese Top Albums Sales (Billboard Japan) | 5              |

| Страна | Сертификация | Продажи |
| ------ | ------------ | ------- |
| Япония | золотой      | 100 000 |